# Fabronia gueinzii
Fabronia gueinzii är en bladmossart som beskrevs av Hampe in C. Müller 1850. Fabronia gueinzii ingår i släktet Fabronia och familjen Fabroniaceae. Inga underarter finns listade i Catalogue of Life.